# 1926-os magyar vívóbajnokság
Az 1926-os magyar vívóbajnokság a huszonkettedik magyar bajnokság volt. A tőrbajnokságot április 11-én rendezték meg Budapesten, a BBTE tornacsarnokában, a kardbajnokságot pedig április 24. és 25. között Budapesten, a Műegyetemen.

## Eredmények
| Versenyszám     | Arany                       | Arany | Ezüst                          | Ezüst | Bronz                            | Bronz |
| --------------- | --------------------------- | ----- | ------------------------------ | ----- | -------------------------------- | ----- |
| Férfi tőrvívás  | vitéz Terstyánszky Ödön MAC |       | dr. Rozgonyi György Vénfiúk VC |       | Rády József MAC                  |       |
| Férfi kardvívás | Rády József MAC             |       | Petschauer Attila Nemzeti VC   |       | dr. Kovács Andor Tisza István VC |       |